# Chaises musicales
Pour l’épisode de série télévisée, voir Chaises musicales (les Zinzins de l'espace).
 (juin 2024).
Si vous disposez d'ouvrages ou d'articles de référence ou si vous connaissez des sites web de qualité traitant du thème abordé ici, merci de compléter l'article en donnant les références utiles à sa vérifiabilité et en les liant à la section « Notes et références ».
Pour les articles homonymes, voir Chaise (homonymie).
Le jeu de la chaise musicale ou des chaises musicales est un jeu sportif dont l’auteur n’est pas connu. Un minimum de trois joueurs est nécessaire et l'on peut y jouer à partir de trois ans, sans limite d’âge, pendant dix minutes ou plus en fonction du nombre de participants. Ce jeu ressemble à la danse du balai.

## Principe général
Le jeu exploite un principe mathématique : le principe des tiroirs.

## Règle du jeu
Les joueurs doivent marcher autour des chaises pendant que la musique est diffusée et être assis sur une chaise quand la musique est arrêtée. Celui qui ne trouve pas de siège est éliminé et quitte le jeu. Pour la finale presque tous les coups sont permis sauf tirer la chaise vers soi mais l’on peut  pousser l’autre mais dès qu’un joueur est assis pendant 1 seconde l’autre joueur ne peut plus rien faire et le jeu s’arrête là.

### But du jeu
Le but du jeu consiste donc à trouver un siège pour s'asseoir avant que tous les autres participants soient assis.

### Matériel
Un émetteur de musique, des chaises et l'espace nécessaire pour marcher sans danger autour des chaises. Le nombre de chaises doit être inférieur d'une unité au nombre de participants.

### Mise en place
Il est préférable de réunir au minimum trois participants et un animateur qui s'occupe de mettre en route l'émetteur de musique et de l'arrêter. À deux participants, le jeu se joue en une seule séquence et perd de son intérêt. À l'inverse, un trop grand nombre de joueurs rend le jeu peu attractif pour les participants éliminés en début de partie. Si les participants sont nombreux, il est préférable de les répartir en plusieurs groupes.
Il faut s'organiser pour pouvoir mettre en route et arrêter la musique à n'importe quel moment du jeu. Il faut installer les chaises dossier contre dossier de manière que les joueurs puissent d'une part tourner autour du groupe de chaises et d'autre part s'asseoir aisément sur ces dernières.

### Déroulement
Le jeu se joue en plusieurs séquences successives.
Au début d'une séquence, les joueurs se placent debout en cercle autour de chaises, musique arrêtée. Dès que la musique est mise, les joueurs tournent autour des chaises. Lorsqu'elle est arrêtée par l'animateur les joueurs s’assoient. Celui qui n'a pas de chaise est éliminé et une chaise est retirée du cercle.
On lance la séquence suivante, avec un joueur et une chaise en moins. Et ainsi de suite jusqu'à la dernière séquence qui oppose les deux derniers joueurs aux prises avec une seule chaise. Celui des deux qui est le premier à s'asseoir quand la musique est arrêtée gagne la partie.
Les joueurs peuvent se toucher mais il est formellement interdit de toucher les chaises.
Il est possible de se pousser entre joueur.

## Nom dans différentes langues
- Arabe : الكراسي الموسيقية Al-karassy al-mussiqya
- Turc: Müzikli Sandalye
- Cantonais: 爭凳仔
- Catalan: El joc de les cadires
- Danois: Stoledans
- Néerlandais: Stoelendans
- Anglais: Musical chairs
- Filipino: Trip to Jerusalem
- Allemand: Reise nach Jerusalem
- Grec: Μουσικές Καρέκλες - Musikes Karekles
- Hébreu: kisot muziklayim; כסאות מוזיקליים
- Hindî: Sangeet ke saath Khursi
- Italien: Il gioco della sedia
- Japonais: 椅子取りゲーム (isutori gēmu?)
- Norvégien: Stol-leken
- Portugais: Dança das cadeiras
- Russe: Скучно так сидеть
- Roumain: Pǎsǎricǎ mutǎ-ţi cuibul
- Espagnol: El juego de las sillas, El juego de la silla, La sillita musical, Las sillas musicales ; en Argentine : El baile de las sillas
- Suédois: Hela havet stormar
- Thaï: Kao'ee Dontri